# Belcin, Sofia
Belcin (în bulgară Белчин) este un sat în comuna Samokov, regiunea Sofia,  Bulgaria. 

## Demografie
Componența etnică a satului Belcin
     Bulgari (98,36%)
     Nicio identificare (1,63%)
     Altele (0%)
La recensământul din 2011, populația satului Belcin era de 368 locuitori. Din punct de vedere etnic, majoritatea locuitorilor (98,36%) erau bulgari. Pentru 1,63% din locuitori nu este cunoscută apartenența etnică.